# Amt Hochdorf
Das Amt Hochdorf war eines von fünf Ämtern des Schweizer Kantons Luzern. Der District Hochdorf wurde bei der Neuordnung von 1798 geschaffen und umfasste zunächst nur die vormals zum Äußern Amt der Grafschaft Rothenburg gehörenden Seetaler Gemeinden nördlich von Emmen. 1803 wurde das Amt Hochdorf auf das ganze Gebiet des ehemaligen Amts Rothenburg und zusätzlich um die Gemeinden des Amts Hitzkirch sowie um Schongau und Ermensee erweitert, 1814 dann wieder um Hildisrieden, Neudorf, Buchrain und Dierikon reduziert. Es umfasst nun somit das Luzerner Seetal vom Hallwilersee im Norden, rund um den Baldeggersee bis zur Reuss. Die neue Luzerner Kantonsverfassung von 2007 kennt keine Ämter mehr, sie bestehen allerdings weiterhin als statistische Einheiten und als Wahlkreise, wie sie seit Anfang 2013 amtlich bezeichnet werden (siehe Wahlkreis Hochdorf).

## Gemeinden des Amtes Hochdorf
Zum Amt Hochdorf gehörten seit 1803 folgende Gemeinden:
| Wappen       | Name der Gemeinde | Einwohner (31. Dezember 2012) | Fläche in km² | Anmerkungen                                               |
| ------------ | ----------------- | ----------------------------- | ------------- | --------------------------------------------------------- |
| Aesch        | Aesch             | 1009                          | 4,62          |                                                           |
| Altwis       | Altwis            | 411                           | 2,92          |                                                           |
| Ballwil      | Ballwil           | 2577                          | 8,75          |                                                           |
| —            | Berghof           | —                             | 33,11         | 1836 aufgehoben.                                          |
| Buchrain LU  | Buchrain          | (6782)                        | 4,80          | Seit 1814 zum Amt Luzern.                                 |
| Dierikon     | Dierikon          | (1665)                        | 2,78          | Seit 1814 zum Amt Luzern                                  |
| Emmen        | Emmen             | 28'701                        | 20,33         |                                                           |
| Ermensee     | Ermensee          | 874                           | 5,67          |                                                           |
| Eschenbach   | Eschenbach        | 3547                          | 13,23         |                                                           |
| Gelfingen    | Gelfingen         | ?                             | 3,86          | Seit 2009 zu Hitzkirch.                                   |
| Hämikon      | Hämikon           | ?                             | 4,62          | Seit 2009 zu Hitzkirch.                                   |
| Herlisberg   | Herlisberg        | ?                             | 2,62          | Seit 2005 zu Römerswil.                                   |
| Hildisrieden | Hildisrieden      | (2468)                        | 7,04          | Seit 1814 zum Amt Sursee.                                 |
| Hitzkirch    | Hitzkirch         | 4832                          | 24,69         |                                                           |
| Hochdorf     | Hochdorf          | 8877                          | 9,63          |                                                           |
| Hohenrain    | Hohenrain         | 2418                          | 23,26         |                                                           |
| Inwil        | Inwil             | 2306                          | 10,31         |                                                           |
| Lieli LU     | Lieli             | ?                             | 3,69          | Seit 2007 zu Hohenrain.                                   |
| Mosen LU     | Mosen             | ?                             | 1,73          | Seit 2009 zu Hitzkirch.                                   |
| Müswangen    | Müswangen         | ?                             | 4,50          | Seit 2009 zu Hitzkirch.                                   |
| Neudorf LU   | Neudorf           | (1233)                        | 12,83         | Seit 1814 zum Amt Sursee; 2013 mit Beromünster vereinigt. |
| Rain         | Rain              | 2494                          | 9,39          |                                                           |
| Retschwil    | Retschwil         | ?                             | 2,55          | Seit 2009 zu Hitzkirch.                                   |
| Römerswil    | Römerswil         | 1632                          | 16,58         |                                                           |
| Rothenburg   | Rothenburg        | 7227                          | 15,57         |                                                           |
| Sulz LU      | Sulz              | ?                             | 3,84          | Seit 2009 zu Hitzkirch.                                   |
| Schongau     | Schongau          | 913                           | 12,45         |                                                           |
|              | Total (14)        | 67'818                        | 204,85        |                                                           |

## Veränderungen im Gemeindebestand seit 1803

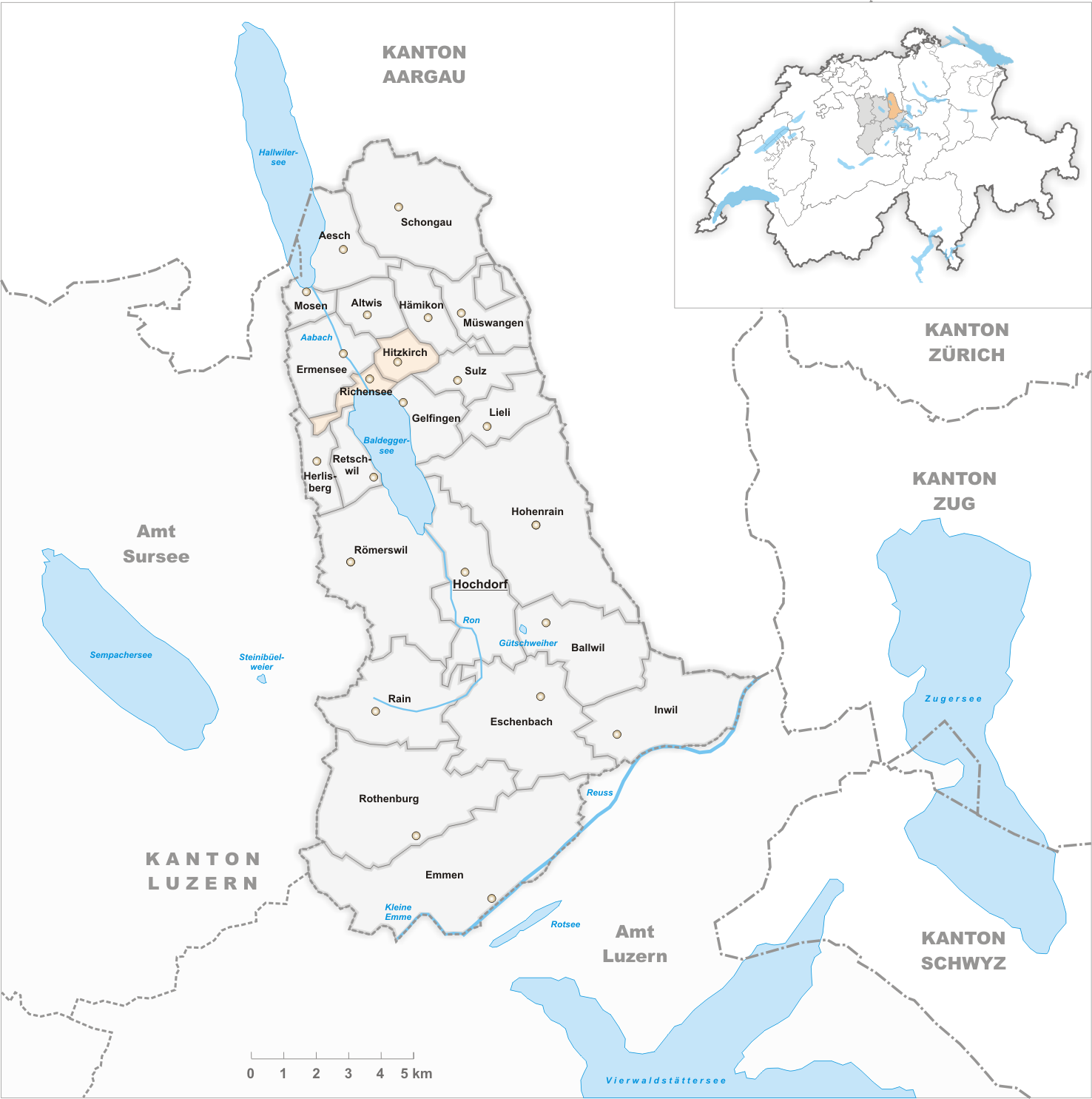
Gemeinden bis 1896
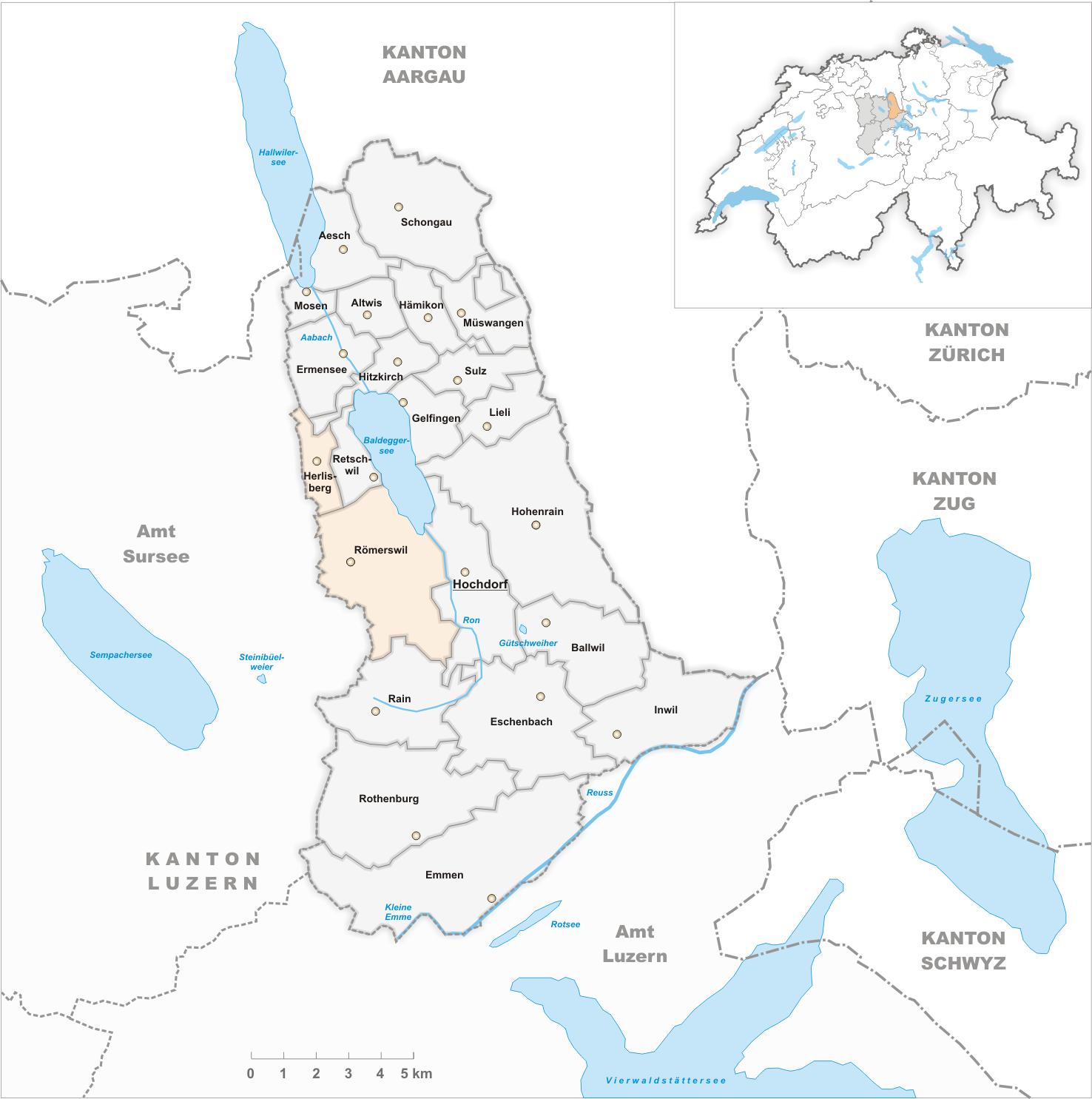
Gemeinden bis 2004
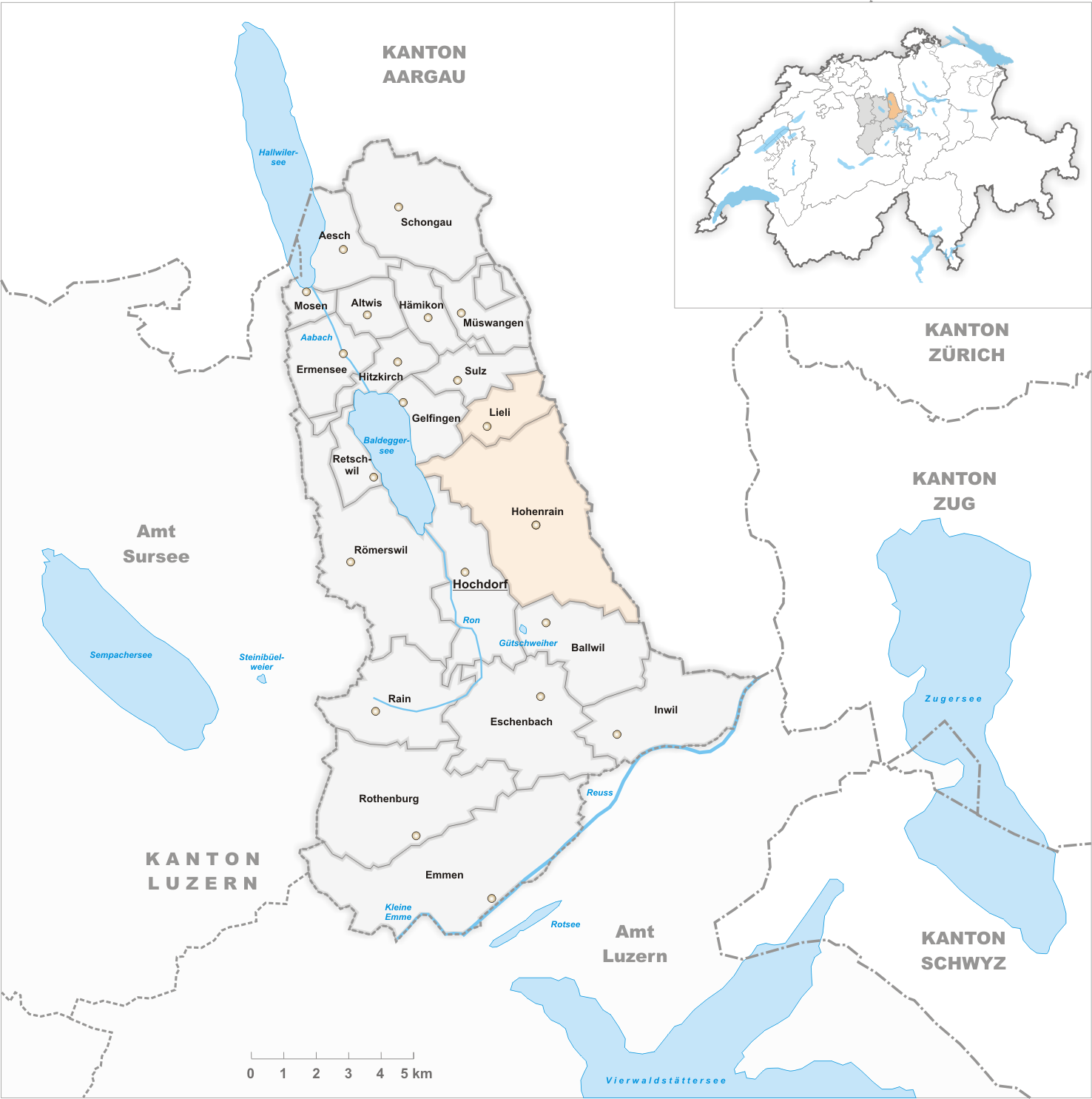
Gemeinden bis 2006
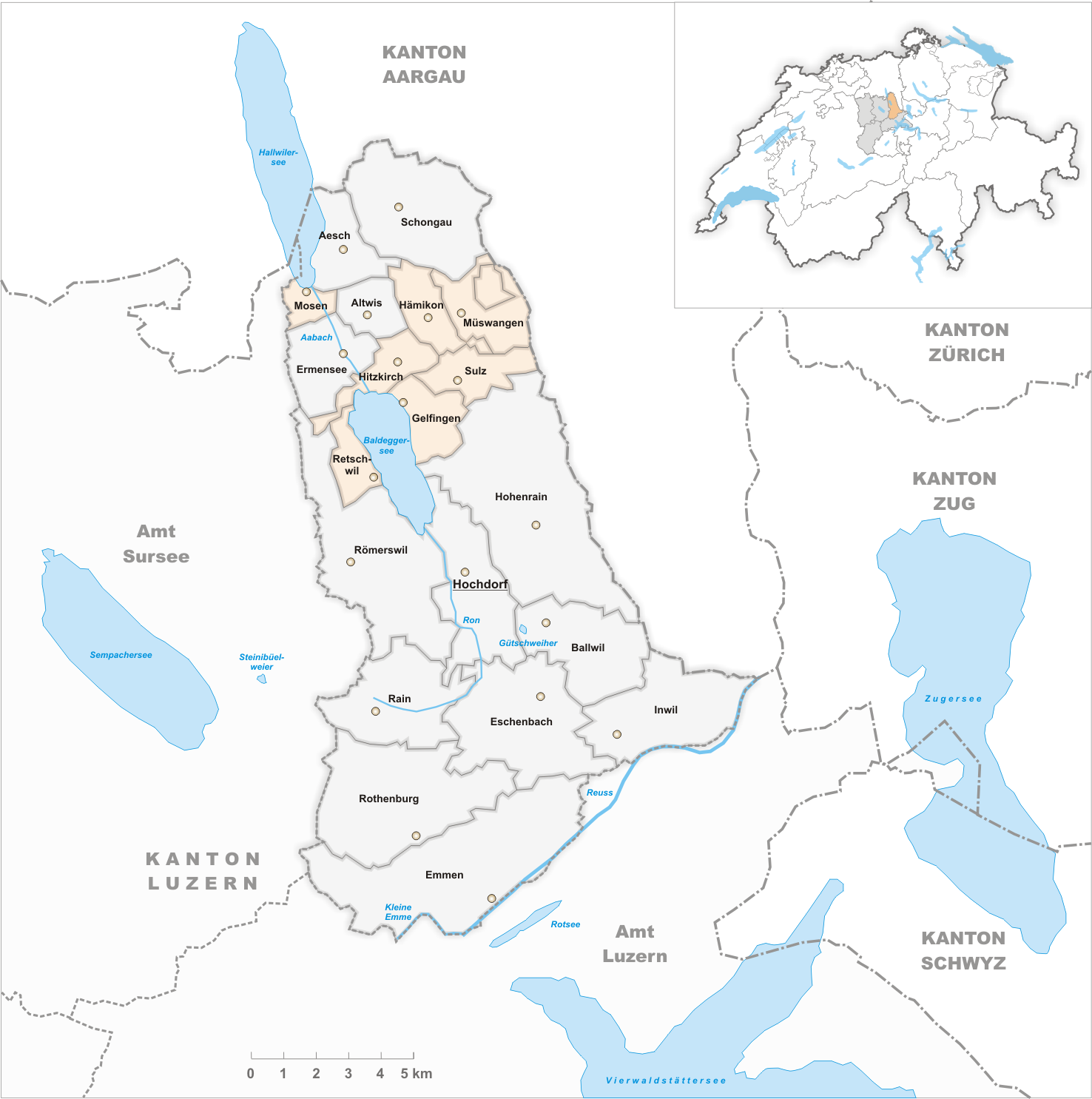
Gemeinden bis 2008

- 1814: Bezirkswechsel Buchrain und Dierikon vom Amt Hochdorf → Amt Luzern
- 1814: Bezirkswechsel Neudorf und Hildisrieden vom Amt Hochdorf → Amt Sursee
- 1836/38: Aufteilung Berghof → Hildisrieden, Rain und Römerswil aufgeteilt
- 1897: Fusion Hitzkirch und Richensee → Hitzkirch
- 2005: Fusion Herlisberg und Römerswil → Römerswil
- 2007: Fusion Hohenrain und Lieli → Hohenrain
- 2009: Fusion Gelfingen, Hämikon, Hitzkirch, Mosen, Müswangen, Retschwil und Sulz → Hitzkirch
- 2013: Bezirkswechsel aller Gemeinden vom Amt Hochdorf → Wahlkreis Hochdorf